# 古爾維格
古爾維格（Gullveig）是一位擁有強大魔力的女妖，名叫海德。被派去伤害阿斯神族。
據說她就是亞薩神族和華納神族征戰的導火線。身為華納神族的古爾維格來到阿斯嘉特，據說是來討論兩方神祇哪邊比較偉大，更值得人們膜拜。另一說是說古爾維格誇耀她的魔力，出言不遜引起亞薩諸神的不滿。於是奧丁擲矛以示宣戰。
但是古爾維格的力量太強了，亞薩神族用茅和火想要殺死她達三次之多，但每次古爾維格都能復活。
古爾維格就只有在這場戰爭中登場，有一說法認為古爾維格也許是弗蕾亞（Freya）的另一個名字，因為弗蕾亞也是華納神族中，一位擁有強大魔力的女神。